# Piramida (instrument)
Piramida – instrument muzyczny, prototyp pianina. Dawna odmiana klawikordu mająca pionowo rozpięte struny w pudle rezonansowym o kształcie ostrosłupa.